# Ibrahim Hassan (cầu thủ bóng đá, sinh 1991)
Trang này nói về cầu thủ bóng đá người Ai Cập, sinh 1991. Về cầu thủ bóng đá người Ai Cập, sinh 1966, xem Ibrahim Hassan.
Ibrahim Hassan (tiếng Ả Rập: إبراهيم حسن; sinh ngày 25 tháng 7 năm 1991) là một cầu thủ bóng đá người Ai Cập thi đấu ở vị trí tiền vệ tấn công cho Ismaily SC ở Giải bóng đá ngoại hạng Ai Cập.